# Hrabstwo Somerset (New Jersey)
Somerset – hrabstwo w stanie New Jersey w USA. Populacja liczy 297 490 mieszkańców (stan według spisu z 2000 roku).
Powierzchnia hrabstwa to 790 km². Gęstość zaludnienia wynosi 377 osób/km².

## CDP
- Belle Mead
- Blackwells Mills
- Blawenburg
- Bradley Gardens
- Clyde
- East Franklin
- East Millstone
- East Rocky Hill
- Finderne
- Franklin Center
- Franklin Park
- Green Knoll
- Griggstown
- Harlingen
- Martinsville
- Middlebush
- Pleasant Plains
- Six Mile Run
- Skillman
- Somerset
- Ten Mile Run
- Voorhees
- Weston
- Zarephath